# Gumósujjú harlekinbéka
A  gumósujjú harlekinbéka (Pseudis bolbodactyla) a kétéltűek (Amphibia) osztályának békák (Anura) rendjébe és a levelibéka-félék (Hylidae) családjába tartozó faj.

## Előfordulása
A faj Brazília endemikus faja. Természetes élőhelye a száraz vagy nedves szavannák, szubtrópusi vagy trópusi nedves bozótosok, szubtrópusi vagy trópusi időszakosan nedves vagy elárasztott rétek, mocsarak, édesvízi tavak és mocsarak, víztározók, pocsolyák. A fajt élőhelyének elvesztése fenyegeti.